# سد زیرزمینی

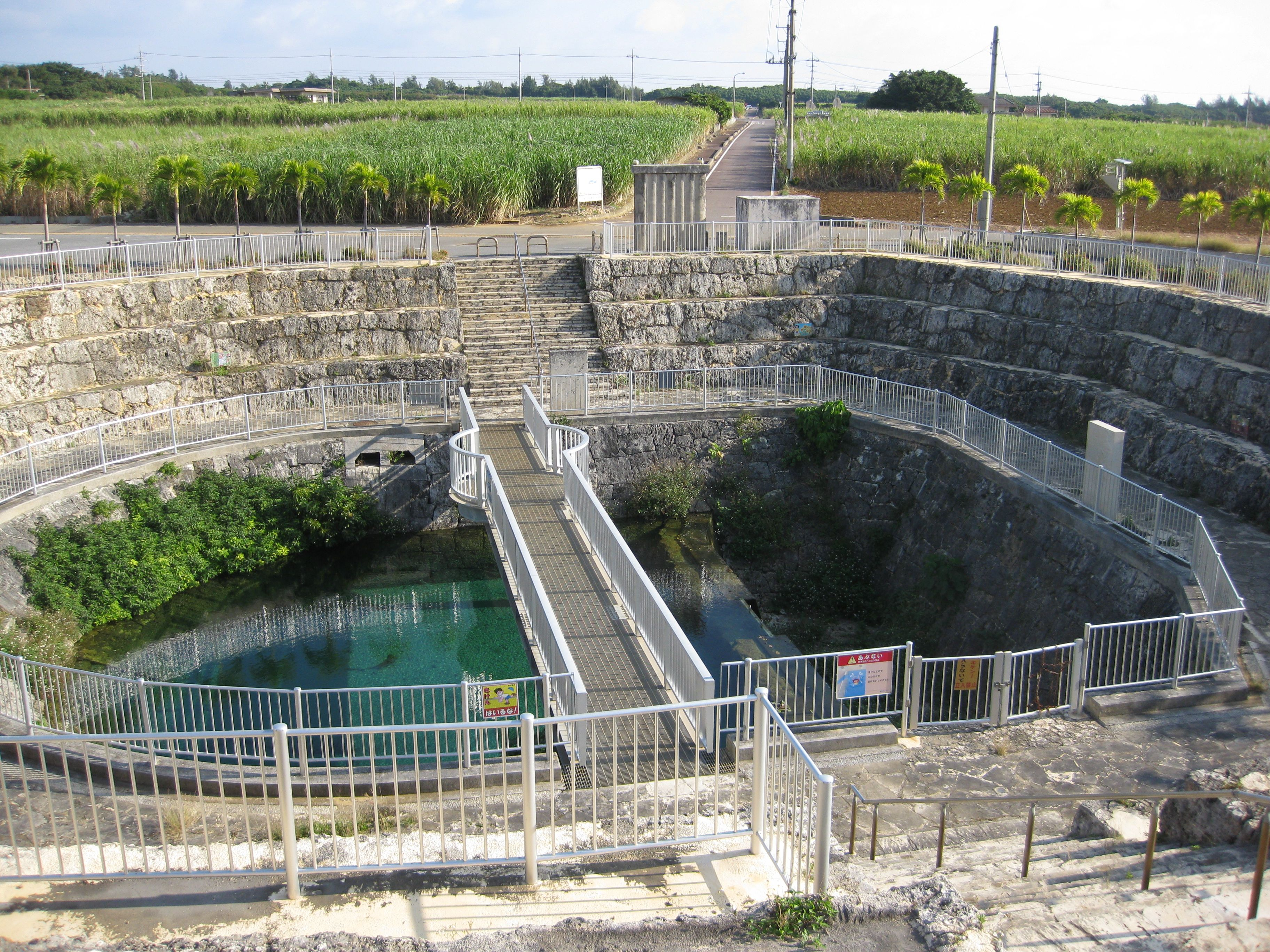
سد زیرزمینی فوکوزاتو در جزیره میاکوجیما در استان اوکیناوای ژاپن

سد زیرزمینی، به هر سازه ساخت دست بشر در زیر زمین می‌گویند که بتواند با مسدود کردن بخشی از جریان آب‌های زیرزمینی در یک سفره آب طبیعی سبب ایجاد مخازن آب در زیر زمین شود. برای احداث یک سد زیرزمینی وجود یک سنگ بستر نفوذ ناپذیر مثل سنگهای آذرین (Crystalline rocks) با تخلخل و شکستگی کم و همچنین یک مخزن مناسب با ضریب ذخیره بالا نیاز است.
آب ذخیره شده در این نوع سدها جهت تغذیه سفره‌های آب زیرزمینی و افزایش تراز سطح آب زیرزمینی و ذخیره شدن و در دسترس قرار گرفتن جریانات زیرسطحی برای استفاده انسان مورد ساخته می‌شود. سد زیرزمینی مشابه با سدهای معمولی دارای یک دیواره ناتراوا (غیرقابل نفوذ توسط آب) است که آب در پشت آن جمع می‌شود. جنس این دیواره می‌تواند خاک رس متراکم، سفال، آجر و سنگ با ملات سیمان، PVC و پلی اتیلن باشد.

## اهداف و کاربردها
- ایجاد مخازن آبی کوچک تجدید شونده برای مصرف آسان، کم هزینه و قابل اطمینان از سفره آب زیرزمینی در سطح حوزه‌های آبخیز
- احیا، تقویت و مدیریت بر منابع آب زیرزمینی از جمله قنوات و چشمه‌ها و هدایت آب آنها به مقاصد مورد نظر
- جلوگیری از پیشروی آب شور به آب زیر زمینی در سواحل. این کار در سواحل کارستی با پوشاندن درزها، شکاف‌ها و تونل‌هایی که آب شیرین را به آب شور در سواحل متصل می‌کنند انجام می‌شود[۳][۴]
- جلوگیری از گسترش کویر با اختلاط آب زیرزمینی شور و شیرین در دشت‌ها و دریاچه‌های نمک
- تثبیت بستر و حاشیه رودخانه‌های فصلی[۲]
- اهداف محیط زیستی مانند پخش یا جمع کردن آلودگی آبی یا تشعشعات هسته ای پشت سد زیرزمینی و جلوگیری از اثرات سوء آنها بر آب‌های زیرزمینی[۳]

## انواع سدهای زیرزمینی[۵]

### ۱. سدهای زیرزمینی مستغرق (Submerged Dams)
در این نوع از سدها دیواره سد در قسمت پایین به سنگ بستر نفوذناپذیر و در قسمت بالایی به سطح آبرفت محدود می‌شود و مخزن آب فقط در زیر زمین تشکیل می‌شود شکل(۳–۲). این سدها جهت ذخیره آب در اکیفرهای طبیعی (مخازن بالادست محور سد) و عمود بر مسیر رودخانه ساخته شده و از جریان زیرسطحی آب به پائین دست.
شکل (۳–۲): مقطع شماتیک و نمونهای از سد زیرسطحی ساخته شده در ایالت San jianbu در کشور چین (طول محور۱۲۰۰متر و ارتفاع دیواره ۲۳ متر)
جلوگیری کرده و آن را در درون بستر ماسهای خود انباشته می‌کند و به این طریق میزان نوسانات سطح آب زیرزمینی را با ذخیره کردن آب تا حدود زیادی کاهش می‌دهند. این نقش دقیقاً در سدهای سطحی جهت کنترل تغییرات دبی رودخانه‌ها و ایجاد حالت پایدار دیده می‌شود. دیواره این سدها می‌تواند بتونی، سنگچین، رس متراکم، آسفالت، آجر با ملات سیمان یا حتی صفحات پلاستیکی مقاوم در برابر جریان آب (پلی اتیلن) باشد، اما به‌طور کلی ارجحیت با نزدیکترین مصالح و منابع قرضه موجود در محل احداث سازه می‌باشد. برخلاف بدنه سدهای سطحی، بدنه سدهای زیرسطحی نیازی به ضخامت زیاد یا دیواره حائل ندارد. مهم‌ترین مسئله ای که در ساخت این نوع از سدها باید به آن توجه شود، بنا نهادن دیواره سد برروی بستر و تکیه‌گاه‌های سنگی غیرقابل نفوذ جهت جلوگیری از نشت آب به پائین دست می‌باشد. مکانهای ایدئال برای احداث سدهای سطحی، دره‌های مدفون شده[۲] دره‌های باریک با عرض ۱۰۰ تا ۲۰۰ متر می‌باشند که توسط مواد با آبدهی ویژه[۳]خوب مانند ماسه‌ها و گراول‌ها پرشده اند. سدهای زیرسطحی طبیعی اغلب ناشی از بیرون زدگی سنگ بستر و سد کردن جریان آب می‌باشد. توسعه سدهای زیرسطحی در دره‌ها و بستر رودخانه‌ها وسیله ای است که می‌توان توسط آن آب را به میزان زیادی انباشته کرد.

### ۲. سدهای زیرزمینی رسوب گیر یا ماسه ای
در این نوع از سدها که Sandfill dam نیز نامیده می‌شوند، دیواره نفوذ ناپذیر سد بر روی سنگ بستر نفوذ ناپذیر قرار گرفته و تا بالاتر از سطح آبرفت موجود در کف رودخانه ادامه می‌یابند. این نوع از سدها بیشتر در رودخانه‌هایی که ضخامت آبرفت در آن‌ها ناچیز(۲ تا۳ متر) می‌باشد، ساخته می‌شوند. شکل (۳–۳). در این سدها قسمتی از دیواره سد که بالاتر از سطح آبرفت قرار می‌گیرد به عنوان یک تله رسوب گیر عمل می‌کند (مشابه سدهای کنترل رسوب) و با گذشت زمان و انباشته شدن رسوبات در پشت دیواره سد بر حجم مخزن سد زیرزمینی افزوده می‌شود. در واقع یک مخزن سطحی و یک مخزن زیرزمینی تشکیل می‌شود که با گذشت زمان مخزن سطحی به مخزن زیر سطحی تبدیل می‌شود (شکل ۳–۴). به این ترتیب در هر فصل سیلابی ماسه‌ها و گراول‌ها در پشت سد جمع می‌شوند و این افزایش ارتفاع به‌طور پیوسته ادامه می‌یابد. رسوبات ریزدانهای نظیر سیلتو رسکه در فضای بین ماسه‌ها و گراول‌های درشت دانه نهشته شده‌اند به علت ایجاد آشفتگی در هنگام سیلاب از بالای سد خارج شده و رسوبات دانه درشت باقی می‌ماند که باعث ایجاد ظرفیت ذخیره بالا می‌شود. البته در بحثهای مرتبط با مهندسی رسوب این عمل توسط طراحی ساختارهای کانال مانند در بستر رودخانه که باعث درگیر شدن و چرخش آب از بین رسوبات بستر رودخانه می‌شود، تشدید می‌شود.

##### ایجاد چرخش در آب جهت شستن ذرات سیلت و رس از بین ذرات دانه درشت تر
به دلیل این که این نوع از سدها نسبت به نوع مستغرق پیچیده‌تر و پرهزینه تر هستند، لذا بهتر است که قبل از ساختن این نوع از سدها ابتدا یک سد زیر سطحی با هزینه کمتر در همان محل ساخته شده تا هم از نفوذناپذیر بودن بدنه و مخزن سد اطمینان حاصل شود و هم اینکه ممکن است آب ذخیره شده توسط این سد اولیه برای نیازهایمان جوابگو باشد.

## بلوک دیاگرام دیواره سد زیرزمینی
جهت ساختن این دیواره عموماً یک ترانشه عمود بر مسیر رودخانه و تا سنگ بستر نفوذناپذیر حفر می‌کنند که عمق این ترانشه بستگی به ضخامت آبرفت و عمق قرارگیری سنگ نفوذ ناپذیر بستر رودخانه، نوع خاک یا آبرفت محل ساختگاه سد و موادی که در ساختن دیواره سد بکار برده می‌شود، دارد.
در رودخانه‌هایی که آورد رسوبی آنها عمدتاً ماسهای است، طبیعتاً چسبندگی آبرفت کم است و امکان ریزش دیواره‌های ترانشه در حین حفاری و خاکبرداری وجود دارد و نیاز به نگهداری دیواره‌های ترانشه با استفاده از صفحات حایل یا دیگر تکنیکها می‌باشد. با این وجود مناطق ماسهای در رودخانه‌ها از نقاط مناسب برای احداث سد زیرزمینی محسوب می‌شوند، چرا که دارای ضریب ذخیره مناسبی می‌باشند. معمولاً در حین حفر ترانشه با سطح ایستابی برخورد می‌شود که این خود نشان از جریان زیر سطحی در بستر آبراه می‌باشد و در حین حفاری نیاز به پمپاژ و خارج کردن آب از کف ترانشه می‌باشد.

## مزایای سد زیرزمینی

###### - انعطاف‌پذیری بالا در پیدا کردن محل‌های مناسب جهت ساخت سازه سد زیرزمینی
به طوری که برخلاف سدهای سطحی و همچنین اکیفرهای بزرگ که معمولاً دور از دسترس مکان‌هایی است که آب را مصرف می‌کنند، می‌توان سدهای زیرزمینی را در مجاورت مناطق کشاورزی، روستایی و صنعتی بنا نهاد.

###### - هزینه پایین اجرا
ساخت آسان سازه با استفاده از منابع قرضه در دسترس و نیروی کار محلی

###### - تبخیر ناچیز از سطح مخزن
نبود تغییرات دمایی در آب موجود در مخزن و وجود دمای ثابت. این موضوع از حیث بعضی مصارف صنعتی و دامی قابل توجه می‌باشد. (به‌طور مثال در سد سنگانه خراسان رضوی در فصول سرد سال احشام عشایر قادر به شرب آب‌های سطحی به علت سردی آب نبوده و تنها از آب خروجی سد زیرزمینی استفاده می‌کردند که این مسئله قبل از احداث سد در این منطقه معضل بزرگی علاوه بر کمبود آب بود)

###### - زیر آب نرفتن سطح زمین
برخلاف سدهای سطحی که آب را در سطح زمین انباشته می‌کنند و باعث به زیر آب رفتن مناطق موجود در مخزن سد می‌شود، در این نوع از سدها به دلیل انباشته شدن آب در زیر سطح زمین خسارت مخزن بسیار ناچیز می‌باشد. در نتیجه مسائل اجتماعی و هزینه‌های بالای خرید اراضی مخزن از مالکان و معارضان که گاهی بیش ارزش هزینه ساخت سد می‌باشد وجود ندارد.

###### - حفظ اکوسیستم سطحی منطقه
به دلیل انباشته شدن آب در زیرسطح زمین، اکوسیستم منطقه نسبت به حالتی که مخزن در سطح زمین تشکیل می‌شود کمتر تحت تأثیر قرار می‌گیرد. و در نتیجه این گونه سدها فاقد اثرات مخرب زیست‌محیطی می‌باشند.

###### - عدم وجود هزینه‌های سنگین حفظ و نگهداری
ساختن چندین سد زیرزمینی در آبراهه‌های منطقه جهت افزایش ذخیره منابع آب زیرزمینی امکانپذیر می‌باشد.

## برخی نکات و تجربیات مهم در مورد سدهای زیرزمینی
به دلیل اینکه مخازن سدهای زیرزمینی در داخل آبرفت‌های پشت دیواره سد تشکیل می‌شود این مخازن نسبت به مخازن سدهای سطحی دارای حجم آب کمتری است. به همین دلیل باید مکان این سدها در رودخانه‌های با آبرفت‌های دانه درشت (مانند مناطق آذرین) انتخاب شود.
کنترل مرحله به مرحله ساخت بدنه سد نیازمند دقت است، زیرا پس از ساخت سد، بدنه در معرض دید قرار ندارد و در صورت بروز مشکل در دیواره سد، این مشکلات از دید مهندسان به دور خواهد بود.
یک سد زیرزمینی ممکن است که ظاهراً از نفوذ جریانات زیرسطحی به آبخوانهای پائین دست جلوگیری کند، اما معمولاً این آبخوانه فقط توسط جریانات زیرسطحی که از محل سد عبور می‌کند تغذیه نمی‌شوند. از طرفی همواره می‌بایستی با طراحی سازه‌های آبگیر مناسب در خود بدنه سد زیرزمینی امکان زهکشی حد معینی از آب را به طرف نقاط پائین دست فراهم آورد.

### نمک‌زایی (Salinization) در مخزن سد زیرزمینی
بالا آمدن سطح آب زیرزمینی تا مجاورت سطح زمین به واسطه احداث سد زیرزمینی ممکن است با تبخیر آب از سطح مخزن و تجمع نمکها در سطح همراه باشد. برای رفع این مشکل می‌توان تراز آب زیرزمینی را با کم کردن ارتفاع دیواره سد کاهش داد تا از تبخیر جلوگیری شود. (ارتفاع دیواره معمولاً از بستر نفوذناپذیر تا ۳ الی ۴ متری زیر بستر آبرفتی رودخانه در نظر گرفته می‌شود)
همچنین می‌توان برای کاهش اثر این پدیده از کشت گیاهان جذب کننده نمک در سطح مخزن استفاده شود). برای کاهش پتانسیل نمک زایی در مخزن سد زیرزمینی می‌توان با تعبیه یک لوله تخلیه در پاشنه سد تا حدودی با این مشکل مبارزه کرد. این لوله زهکش در پاشنه سد و در قسمت رو به جریان به موازات دیواره سد بر روی سنگ بستر نفوذ ناپذیر طراحی می‌شود. این لوله در طول دیواره سد امتداد یافته و سپس از داخل دیواره عبور می‌کند و در پائین دست به یک لوله قائم متصل می‌شود که می‌توان از طریق آن آب را تخلیه کرد. در واقع این لوله به عنوان وسیله ای جهت تخلیه نمکهای حل شده از مخزن سد استفاده می‌شود.

## سدهای زیرزمینی درایران
در ایران به دلیل موقعیت جغرافیایی خود در کمربند خشک جهان و پیشینه تاریخی غنی در ابداعاتی چون قنات در تأمین نیازهای آبی با ابداعات انسانی، امروزه با تشدید کمبود آب، توجه به تکنولوژی سد زیرزمینی افزایش یافته. سدهای زیرزمینی به عنوان یکی از ابزارهای کلیدی در تغذیه مدیریت‌شده آبخوان‌ها (MAR) شناخته می‌شوند. تغذیه آبخوان‌ها عملی ضروری برای مقابله همزمان با سیلاب‌های مخرب و خشکسالی‌های طولانی‌مدت، و همچنین کاهش سرعت فرونشست زمین است.

### پیشینه و وضعیت کنونی
اگرچه مدیریت جریان‌های زیرسطحی ریشه در دانش بومی ایرانیان دارد، اما ساخت سدهای زیرزمینی به مفهوم مهندسی مدرن، با احداث نخستین سد با هسته رسی در سال ۱۳۷۰ خورشیدی در منطقه کهنوج استان کرمان آغاز شد که برای تأمین آب شرب یک شرکت ساخته شد که ای سد با عرض ۴۰ متر و ارتفاع ۱۲ متر در شیب ۴٪ با هسته رسی ساخته شد. این پروژه سرآغازی برای مطالعات گسترده‌تر بود که منجر به شناسایی بیش از ۳۰۰ موقعیت مستعد در سراسر کشور، به ویژه در استان‌های کرمان، یزد، خراسان جنوبی و سیستان و بلوچستان گردید. با این وجود، توسعه این فناوری به دلیل تمرکز سیاست‌گذاری‌ها بر سدهای سطحی بزرگ‌مقیاس، با سرعتی کمتر از پتانسیل موجود پیش رفته است.

### ظرفیت‌های جغرافیایی و پتانسیل‌های راهبردی
جغرافیای طبیعی ایران بستر استثنایی و مناسبی برای توسعه گسترده سدهای زیرزمینی فراهم کرده است. موفقیت این فناوری به سه عامل کلیدی وابسته است که همگی به وفور در ایران یافت می‌شوند:
- توپوگرافی مناسب: ویژگی بارز جغرافیای ایران، وجود رشته‌کوه‌های عظیم البرز و زاگرس در کنار دشت‌های داخلی است. این ساختار، هزاران دره و آبراهه کوهپایه‌ای تنگ ایجاد کرده که به دشت‌های آبرفتی وسیع منتهی می‌شوند. این دره‌های تنگ، ایده‌آل‌ترین مکان برای احداث دیواره نفوذناپذیر با حداقل هزینه ساخت هستند، در حالی که مخزن وسیع آبرفتی بالادست، ظرفیت ذخیره‌سازی بالایی را فراهم می‌کند.[۸]
- هیدرولوژی سیلابی: رژیم بارندگی در ایران، به ویژه در مناطق خشک و نیمه‌خشک، متمرکز بر سیلاب‌های فصلی و ناگهانی است. بخش عظیمی از این رواناب‌های با ارزش، پیش از نفوذ به زمین، تبخیر شده یا از دسترس خارج می‌شوند. سدهای زیرزمینی ابزاری بی‌نظیر برای به دام انداختن و ذخیره‌سازی همین سیلاب‌ها در زیر زمین هستند؛ این فرایند ضمن حذف کامل تلفات تبخیر، بهره‌وری آب را به شکل چشمگیری افزایش می‌دهد.
- زمین‌شناسی مساعد: دره‌های کوهپایه‌ای ایران عمدتاً با رسوبات آبرفتی درشت‌دانه (شن و ماسه) پر شده‌اند که دارای تخلخل و نفوذپذیری بالایی بوده و مخازن زیرزمینی عالی را تشکیل می‌دهند. علاوه بر این، در بسیاری از این نقاط، سنگ بستر نفوذناپذیر در عمق معقولی (بین ۵ تا ۲۰ متر) قرار دارد که ساخت دیواره تا روی آن را از نظر فنی و اقتصادی کاملاً توجیه‌پذیر می‌سازد.[۸]

### مزایا و چالش‌های راهبردی

#### مزایا
- حذف تبخیر: مهم‌ترین مزیت این سدها، جلوگیری کامل از تلفات آب ناشی از تبخیر است.
- سازگاری زیست‌محیطی: عدم نیاز به غرقابی‌سازی اراضی و جابجایی جمعیت برای ذخیره آب.
- کیفیت آب برتر: آبخوان به عنوان یک فیلتر طبیعی، آب را از آلاینده‌ها محافظت می‌کند.
- صرفه اقتصادی: هزینه ساخت و نگهداری پایین‌تر در مقایسه با سدهای سطحی.

#### چالش‌ها
- پیچیدگی مطالعات اولیه: نیاز به مطالعات دقیق و پرهزینه ژئوتکنیکی و هیدروژئولوژیکی.
- ظرفیت محدود: حجم ذخیره کمتر نسبت به سدهای بزرگ سطحی.
- اثرات بر پایین‌دست: احتمال تأثیر منفی بر حقابه‌بران سنتی مانند قنات‌ها.
- ابهامات حقوقی و نهادی: عدم وجود قوانین شفاف در خصوص مالکیت آب ذخیره‌شده و تداخل وظایف میان نهادهای مسئول.

### نمونه‌های اجرایی شاخص
پروژه‌های متعددی در سراسر کشور به بهره‌برداری رسیده که به عنوان الگوهای عملی شناخته می‌شوند:
- سد زیرزمینی کوهرز، کرمان: یکی از اولین و موفق‌ترین نمونه‌ها با هدف تأمین آب کشاورزی.
- سد زیرزمینی خرائق، یزد: با هدف کنترل سیلاب‌های فصلی و تغذیه سفره آب زیرزمینی.
- سد زیرزمینی تنگاب، فارس: با اهداف ترکیبی جلوگیری از شوری آب و تأمین آب شرب و کشاورزی.[۹]

### چشم‌انداز آینده
آینده این فناوری در ایران به گذار از یک نگاه صرفاً مهندسی به یک رویکرد جامع حکمرانی آب بستگی دارد. این رویکرد بر سه محور اصلی استوار است:
1. مدیریت یکپارچه: تعریف سدها به عنوان جزئی از طرح کلان مدیریت جامع حوضه آبخیز.
2. اقتصاد مشارکتی: طراحی مدل‌های بهره‌برداری مبتنی بر مشارکت مردمی و تعاونی‌های محلی.
3. سیاست‌گذاری ملی: اولویت‌بخشی به این پروژه‌ها در برنامه‌های ملی سازگاری با تغییر اقلیم در ایران به عنوان ابزاری برای افزایش تاب‌آوری.

موفقیت نهایی این فناوری در گرو حل چالش‌های حقوقی، تقویت نهادی و حرکت به سمت یک حکمرانی آب دانش‌بنیان، مشارکتی و یکپارچه خواهد بود.